# Ptychopseustis undulalis
Ptychopseustis undulalis là một loài bướm đêm trong họ Crambidae.